# カリーナ・カプール

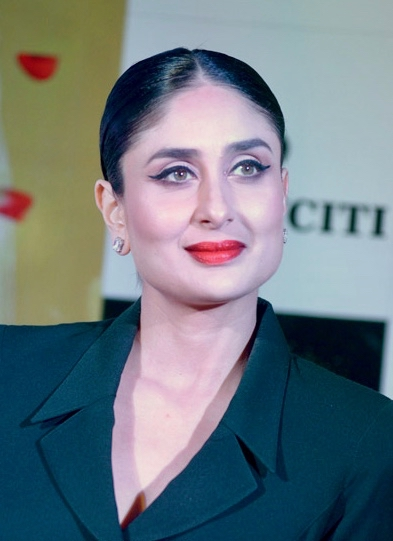
カリーナ・カプール

カリーナ・カプール （ヒンディー語: करीना कपूर खान・英: Kareena Kapoor Khan、1980年9月21日 - ）は、主にヒンディー語の映画に出演しているインドの女優。ムンバイ出身。祖父はラージ・カプール（俳優・プロデューサー・映画監督）。両親も元役者で、姉（カリシュマ・カプール）も女優という芸能一家。

## 出演映画
- Refugee（2000年）
- 家族の四季 -愛すれど遠く離れて-（2001年）
- Ashoka the Great（2001年）
- レッド・マウンテン（2003年）
- Chameli（2003年）
- Omakara（2006年）
- DON -過去を消された男-（2006年）
- Jab We Met（2007年）
- DON -過去を消された男-（2006年）
- きっと、うまくいく（2009年）
- スタローン in ハリウッド・トラブル（2009年）
- ラ・ワン（2011年）
- エージェント・ヴィノッド 最強のスパイ（2012年）
- ガッバル再び（2015年）
- バジュランギおじさんと、小さな迷子（2015年）
- イングリッシュ・ミディアム（2020年）